# (10028) Bonus
(10028) Bonus est un astéroïde de la ceinture principale.

## Description
(10028) Bonus est un astéroïde de la ceinture principale. Il fut découvert le 5 mai 1981 à l'observatoire Palomar par Carolyn S. Shoemaker. Il présente une orbite caractérisée par un demi-grand axe de 2,43 UA, une excentricité de 0,18 et une inclinaison de 1,6° par rapport à l'écliptique. Il a été nommé d'après l'astronome amateur américaine Shelley R. Bonus.

## Compléments